# Ла-Ольмеда-де-Хадраке
Ла-Ольмеда-де-Хадраке (ісп. La Olmeda de Jadraque) — муніципалітет в Іспанії, у складі автономної спільноти Кастилія-Ла-Манча, у провінції Гвадалахара. Населення — 21 особа (2010).
Муніципалітет розташований на відстані близько 110 км на північний схід від Мадрида, 65 км на північний схід від Гвадалахари.
На території муніципалітету розташовані такі населені пункти: (дані про населення за 2010 рік)
- Ла-Ольмеда-де-Хадраке: 21 особа
- Лас-Салінас: 0 осіб

## Демографія
Динаміка населення (INE ):